# سفين نيلسون (أستاذ جامعي)
سفين نيلسون (بالسويدية: Sven Nilsson)‏ هو قسيس وعالم طيور سويدي، ولد في 8 مارس 1787 في لاندسكرونا في السويد، وتوفي في 30 نوفمبر 1883 في لوند في السويد.